# Fimbristylis trichophylla
Fimbristylis trichophylla är en halvgräsart som beskrevs av Henry Nicholas Ridley. Fimbristylis trichophylla ingår i släktet Fimbristylis och familjen halvgräs.

## Underarter
Arten delas in i följande underarter:
- F. t. erecta
- F. t. trichophylla